# U-Bahn-Linie U5 (Wien)
| Die Linie U5 im Gesamtnetz |                      |                                                     |                                                     |
| Spurweite: | 1435 mm (Normalspur) |                                                     |                                                     |
| Stromsystem: | 750 V =              |                                                     |                                                     |
| |                      |                                                     |                                                     |
| \| \| \| Dornbach Maximalvariante \| \| \| \| \| \| \| \| \| \| Hernals frühestens 2032 \| \| \| \| \| Elterleinplatz frühestens 2032 \| \| \| \| \| Michelbeuern - AKH frühestens 2032 \| \| \| \| \| Arne-Karlsson-Park frühestens 2032 \| \| \| \| \| Frankhplatz ab 2026 \| \| \| \| \| Betriebsgleis nach Schottentor, heutige Strecke der \| \| \| \| \| Rathaus \| \| \| \| \| Volkstheater \| \| \| \| \| Museumsquartier \| \| \| \| \| Karlsplatz \| \| |                      |                                                     |                                                     |
| U-Bahn-Kopfbahnhof Streckenanfang (Strecke außer Betrieb) (im Tunnel) |                      | Dornbach Maximalvariante                            | Dornbach Maximalvariante                            |
| |                      |                                                     |                                                     |
| U-Bahn-Haltepunkt / Haltestelle (Strecke außer Betrieb) (im Tunnel) |                      | Hernals frühestens 2032                             | Hernals frühestens 2032                             |
| U-Bahn-Haltepunkt / Haltestelle (Strecke außer Betrieb) (im Tunnel) |                      | Elterleinplatz frühestens 2032                      | Elterleinplatz frühestens 2032                      |
| U-Bahn-Haltepunkt / Haltestelle (Strecke außer Betrieb) (im Tunnel) |                      | Michelbeuern - AKH frühestens 2032                  | Michelbeuern - AKH frühestens 2032                  |
| U-Bahn-Haltepunkt / Haltestelle (Strecke außer Betrieb) (im Tunnel) |                      | Arne-Karlsson-Park frühestens 2032                  | Arne-Karlsson-Park frühestens 2032                  |
| U-Bahn-Haltepunkt / Haltestelle (Strecke außer Betrieb) (im Tunnel) |                      | Frankhplatz ab 2026                                 | Frankhplatz ab 2026                                 |
| U-Bahn-Abzweig ehemals geradeaus und von links (im Tunnel) |                      | Betriebsgleis nach Schottentor, heutige Strecke der | Betriebsgleis nach Schottentor, heutige Strecke der |
| U-Bahn-Haltepunkt / Haltestelle (im Tunnel) |                      | Rathaus                                             | Rathaus                                             |
| U-Bahn-Haltepunkt / Haltestelle (im Tunnel) |                      | Volkstheater                                        | Volkstheater                                        |
| U-Bahn-Haltepunkt / Haltestelle (im Tunnel) |                      | Museumsquartier                                     | Museumsquartier                                     |
| U-Bahn-Kopfbahnhof Streckenende (im Tunnel) |                      | Karlsplatz                                          | Karlsplatz                                          |

Die U-Bahn-Linie U5 ist eine in Bau befindliche Linie des Wiener U-Bahn-Netzes. Sie geht aus dem südlichen Streckenteil der Linie U2 hervor, der von dieser abgetrennt und verlängert wird. Die ersten Planungen für das nunmehr in Umsetzung befindliche Ausbauprojekt „Linienkreuz U2/U5“ wurden 2014 veröffentlicht, die Inbetriebnahme der U5 zwischen den Stationen Frankhplatz und Karlsplatz ist für 2026 geplant. Frühestens 2032 soll die Strecke vom Frankhplatz nach Hernals verlängert werden. Ihre Signalfarbe wird Türkis sein.

## Geschichte

### Frühere Planungen
In den Jahren 1966/67, als das Grundnetz der Wiener U-Bahn geplant wurde, ging die Bezeichnung U5 an eine Streckenführung von Hernals über den Schottenring und den Praterstern Richtung Stadion und Stadlauer Brücke – also zu einem guten Teil der U2-Verlängerung 2008 entsprechend. Schon in den frühen 1970er-Jahren wurde diese Planung allerdings zugunsten von Verzweigungen anderer Linien auf dem Großteil dieser Strecke aufgegeben (nach den  Erfahrungen mit der in der Praxis nicht funktionierenden Linie U2/U4 im Jahr 1981 wurden Linienverzweigungen dann allerdings grundsätzlich verworfen). 1973 wurde die Kennung U5 daher an eine Strecke zwischen Meidling Hauptstraße, dem südlichen Gürtel und der Schlachthausgasse vergeben, die allerdings auch bald wieder aufgegeben wurde, nicht zuletzt, weil sie zu einem großen Teil parallel zur Schnellbahnstammstrecke verlaufen wäre. Ab der Inbetriebnahme der U6 im Jahr 1989 stellte die Bezeichnung U5 eine Lücke in der Nummerierung der Wiener U-Bahn-Linien dar.

### Aktuelles Projekt

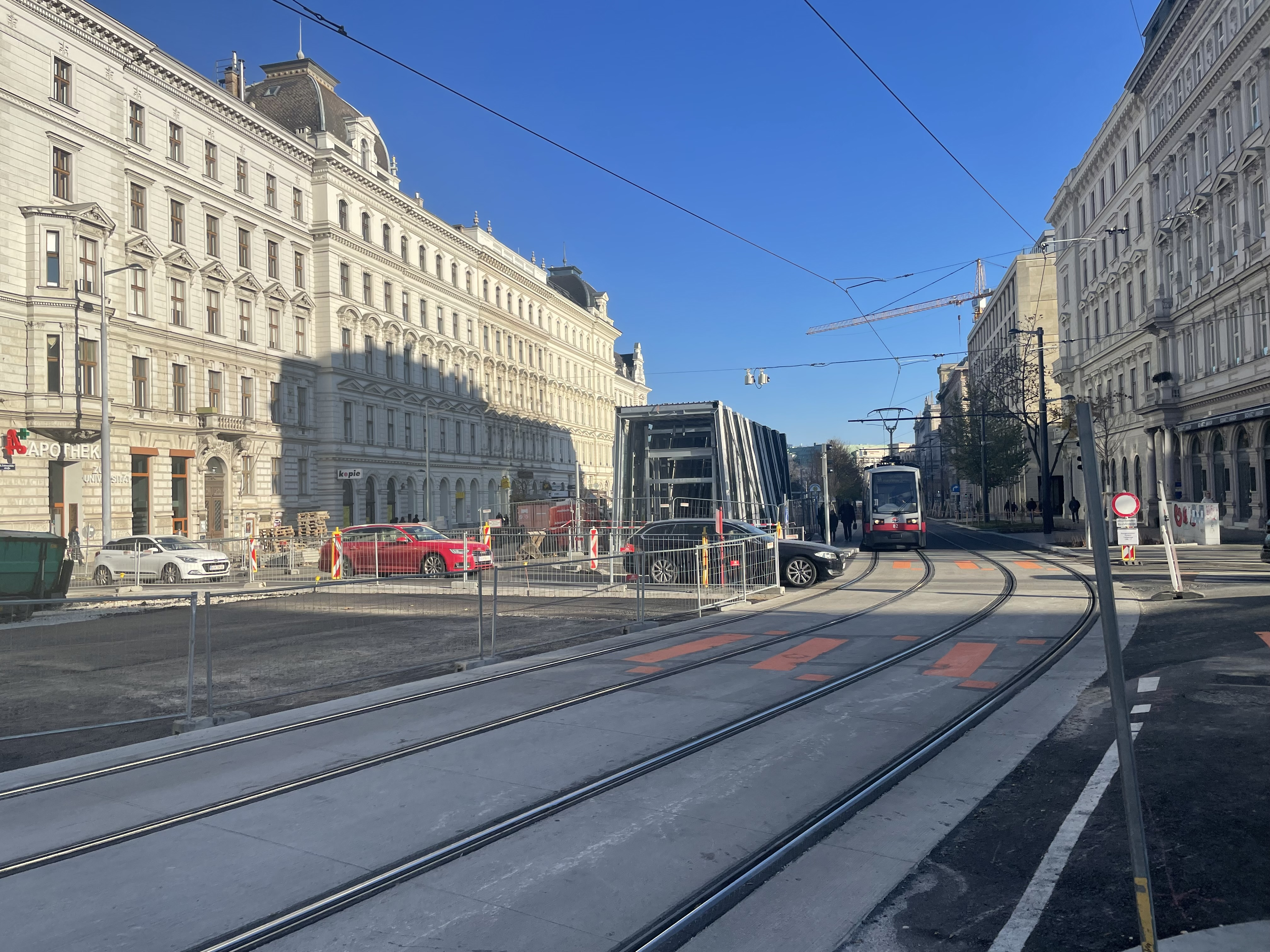
Bauarbeiten U5: Neue Station in der Universitätsstraße

Am 27. Juni 2014 wurde von den Stadträtinnen Renate Brauner und Maria Vassilakou das Ausbauprojekt „Linienkreuz U2/U5“ und die damit verbundene Streckenführung der Linie U5 der Öffentlichkeit präsentiert. In der ersten Etappe soll die U5 die bestehende Strecke Karlsplatz–Universitätsstraße von der Linie U2 übernehmen und im Anschluss daran eine neue Station Frankhplatz erhalten; die U2 befährt dafür einen neuen Südast. Am 8. Oktober 2018 erfolgte am Matzleinsdorfer Platz der Spatenstich. Die Linie U5 soll 2026 eröffnet und eine Zeit lang gemeinsam mit der U2 unterhalb der Zweierlinie betrieben werden. In weiterer Folge soll die U5 vom Frankhplatz über den Arne-Karlsson-Park, einen der größten Straßenbahn-Knoten Wiens bei der Kreuzung Spitalgasse mit der Währinger Straße, Michelbeuern und den Elterleinplatz (Linien 9 und 43) nach Hernals geführt werden.

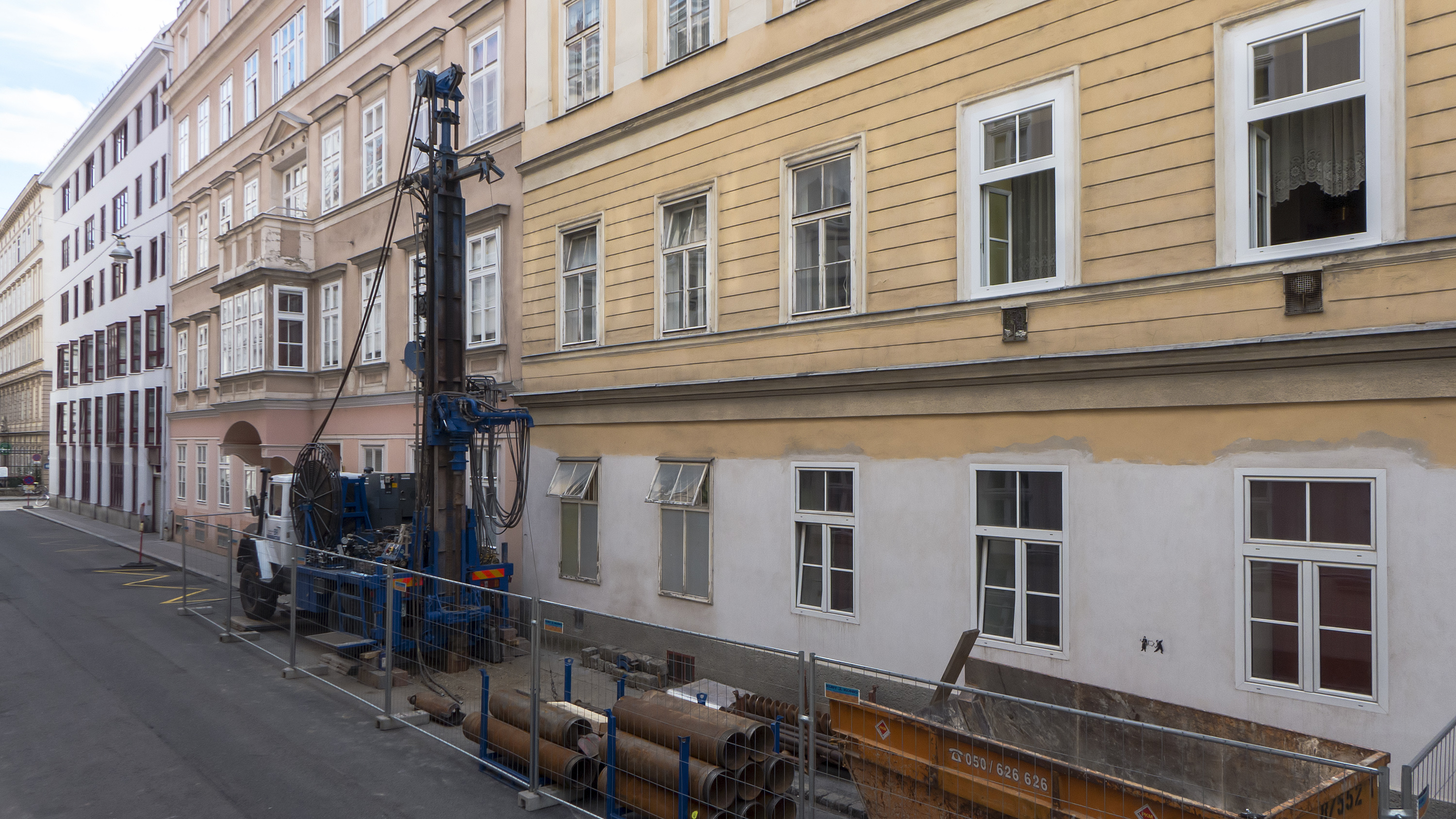
Probebohrung für die U5 in der Beethovengasse, Alsergrund (August 2014)

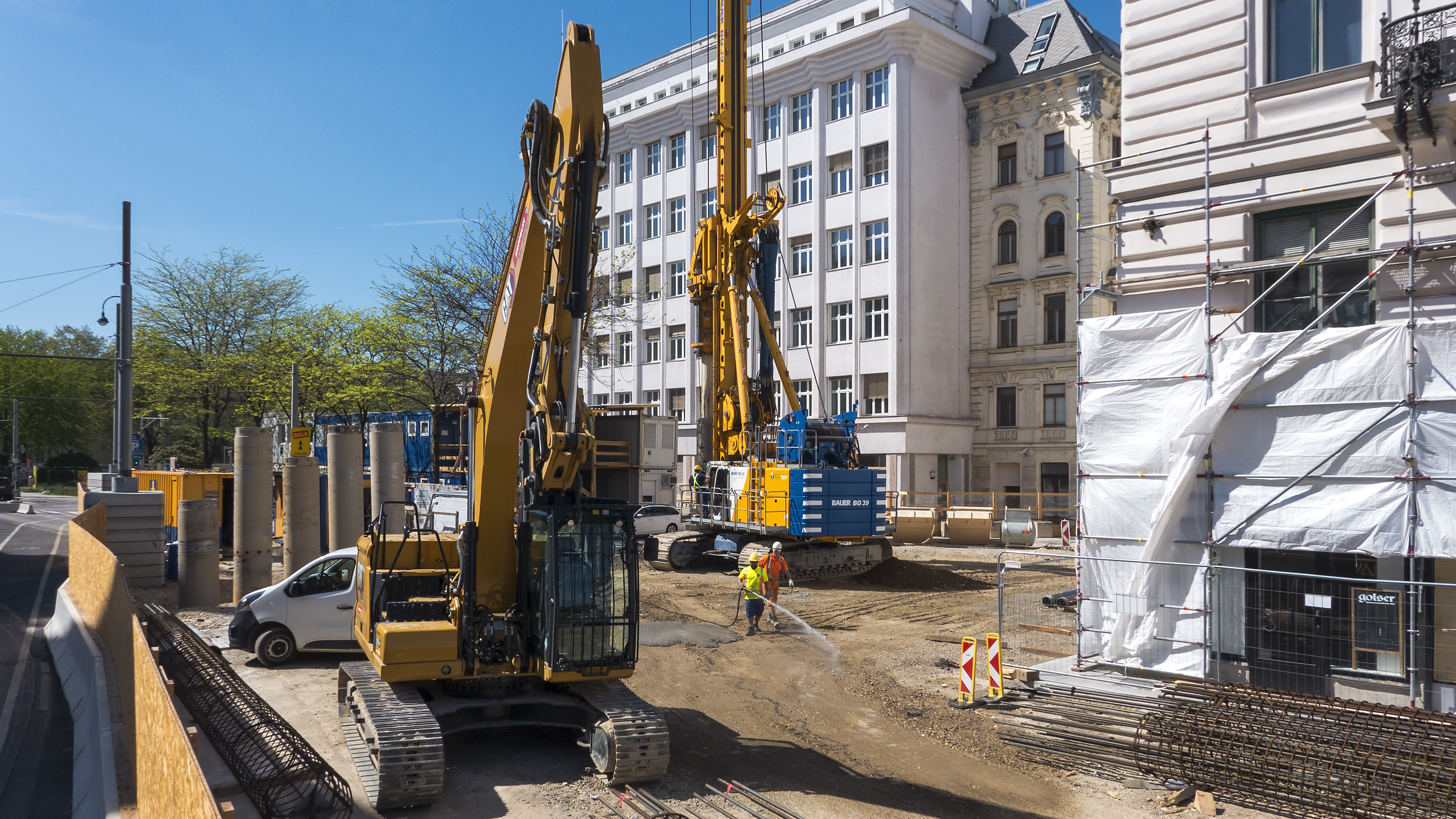
Bauarbeiten am Frankhplatz (Mai 2021)

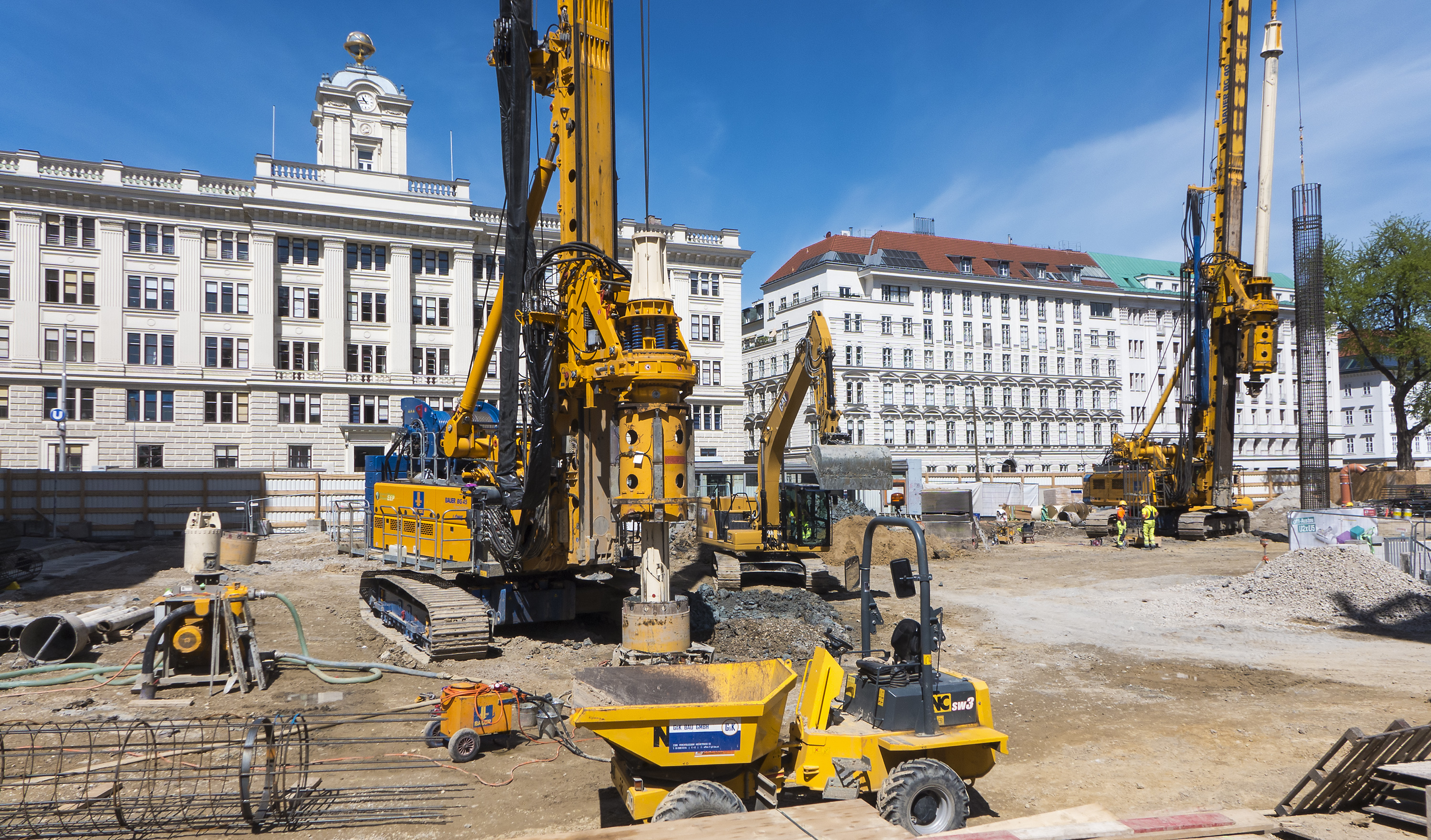
Bauarbeiten für die Station Rathaus (Friedrich-Schmidt-Platz, Mai 2021)

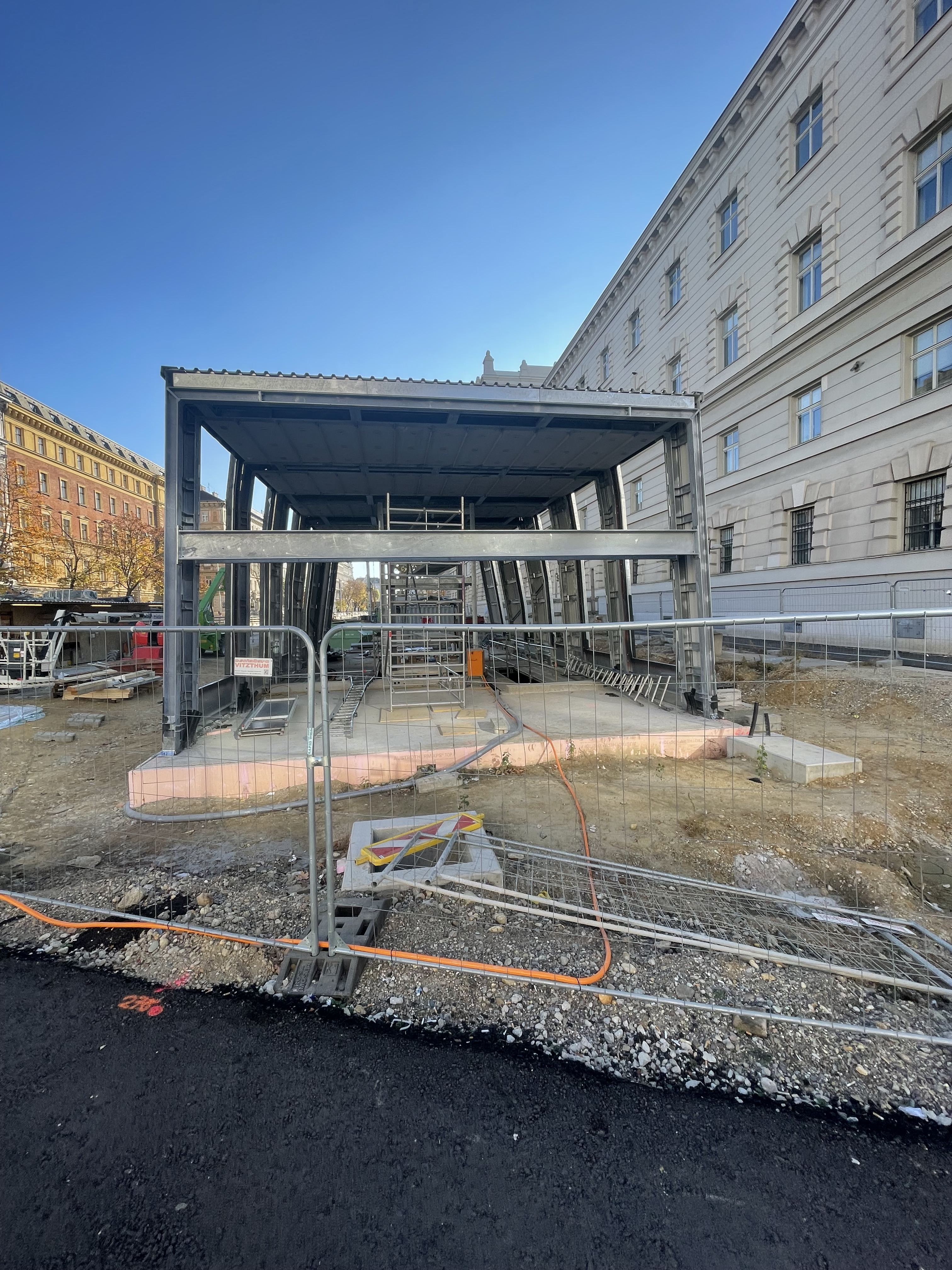
Bauarbeiten U5: Neue Station vor dem Landesgericht, November 2024

Die türkise Kennfarbe der U5 wurde im August 2014 in einer Online-Abstimmung ausgewählt.
Am 2. Juni 2015 gaben die Wiener Linien bekannt, dass die Linie U5 die erste fahrerlose U-Bahn-Linie Wiens werden soll. Dafür soll es in jeder Station vollautomatische Bahnsteigtüren geben. Außerdem bestellten die Wiener Linien nach internationaler Ausschreibung bei Siemens Austria neue U-Bahn-Züge (X-Wagen), die im fahrerlosen Betrieb auf der U5 und im üblichen halbautomatischen Betrieb auf den Linien U1, U2, U3 und U4 verwendet werden können. Die neuen Züge werden in Simmering gefertigt, die Drehgestelle kommen aus Graz.
Im November 2017 gab die Stadt Wien eine Verschiebung des Baubeginns und damit auch der Fertigstellung um ein Jahr bekannt. Ein Grund für die Verzögerung sei die Österreichische EU-Ratspräsidentschaft 2018, während der an wichtigen Verkehrsrouten in Wien nicht gebaut werden sollte. Im November 2018 wurde bekannt, dass die Bauaufträge für die Strecke vom Rathaus zur zukünftigen U5-Station Frankhplatz sowie für jene vom Matzleinsdorfer Platz zur Neubaugasse neu ausgeschrieben werden, was eine weitere Verzögerung um ein Jahr zur Folge hatte. Damit sollte die U5 zum Frankhplatz im Jahr 2025 und die neue U2 zum Matzleinsdorfer Platz im Jahr 2027 eröffnet werden.
Im Dezember 2020 bestätigte Stadtrat Peter Hanke höhere Kosten und späteren Betrieb. Die erste Ausbaustufe soll rund 2,1 Mrd. Euro kosten. Die U5 soll in der ersten Ausbaustufe von Karlsplatz bis Frankhplatz 2026 in Betrieb gehen. Die verlängerte U2 bis zum Matzleinsdorfer Platz sollte bis 2028 in Betrieb gehen. Da die Baustellen aber durch das Hochwasser in Mitteleuropa im September 2024 betroffen waren, kamen weitere Verzögerungen dazu.

### Weitere Ausbauoptionen
Im Westen wäre eine Weiterführung der U5 bis nach Dornbach zur Güpferlingstraße möglich. Dort besteht Anschluss an die Straßenbahnlinien 2 und 10.
Eine mögliche südliche Verlängerung der U5 vom Karlsplatz zur Gudrunstraße war im 2007 vorgestellten U-Bahn-Paket bereits enthalten, damals als neuer Südast der Linie U2, wurde jedoch zugunsten des oben beschriebenen Linienkreuzes U2/U5 zurückgestellt. Diese Ausbauvariante gilt aufgrund der für den Bau nötigen temporären Schließung des Musikvereins, der Untertunnelung von Botschaften und der schwierigen Anbindung der S-Bahn-Station Rennweg als verworfen; die Neubaugebiete Aspanggründe und Sonnwendviertel, deren Anbindung vorgesehen war, wurden ohne U-Bahn-Anbindung realisiert.

## Architektur
Das Liniendesign der U5 wurde von den beiden Wiener Büros Franz und YF entworfen und am 9. Juli 2015 der Öffentlichkeit präsentiert. Die Gestaltung orientiert sich – nach den Liniendesigns von U2 und U3 – wieder stärker an dem bei den Linien U1 und U4 verwendeten Originaldesign der Architektengruppe U-Bahn (AGU) und setzt auf die Linienfarbe als charakteristisches Gestaltungselement. Die Böden werden dabei mit Granitplatten belegt, Wände und Decken aus emaillierten Stahlblechen und Aluminiumpaneelen gefertigt. Wesentlichste Neuerung wird der Einbau von Bahnsteigtüren im Hinblick auf den vollautomatischen Fahrbetrieb. Das Grundthema ihres Entwurfs, das „Beschleunigen und Bremsen“, stellt sich in unterschiedlich breiten Farbstreifen entlang der Bahnsteige dar. Die Anordnung soll dabei von den weniger hellen Bahnsteigbereichen zu den helleren Ausgängen leiten. Die Stationszugänge bestehen aus weiß beschichtetem Aluminiumblech und wechseln sich mit im Verlauf schmäler werdenden Glasstreifen ab. Ein Längs-Diagonalknick in der Konstruktion weist nach unten in Richtung der Bahnsteige.
Als vorerst einziges neu errichtetes Bauwerk der U5 wird zunächst nur die Station Frankhplatz im neuen Liniendesign ausgeführt sein. Der von der U2 übernommene Streckenast wird nur hinsichtlich Linienfarbe und Bahnsteigtüren adaptiert. Dies betrifft die noch von der Unterpflaster-Straßenbahn stammenden Stationen Rathaus, Volkstheater und Museumsquartier sowie die Endstation Karlsplatz.

## Kritik
Befürworter entgegnen, dass Versuche, die Linie 43 zu beschleunigen, bislang nicht gegriffen hätten. Eine weitere Verdichtung der Intervalle sei auch laut Wiener Linien nicht mehr möglich, da sich die Züge ansonsten im Weg stünden.
Kritik gab es von Seiten der ÖVP Wien bezüglich der Kosten und der Bauverzögerung. Im Dezember 2020 wurde der Stadtrechnungshof eingeschaltet.
Entgegen der weitverbreiteten Meinung, in den Westbezirken fände kein Bevölkerungswachstum statt, verzeichnen alle betroffenen Zählbezirke zwischen Gürtel und Vorortelinie seit 2001 teils signifikante Zuwächse, selbst im Vergleich zu den voraussichtlichen Kapazitäten der neuen Stadterweiterungsgebiete in der Peripherie. Die MA 18 (Stadtentwicklung und Stadtplanung) geht allein in Hernals von einer Bevölkerungsentwicklung von 50.867 (2005) auf 65.589 (2035) aus, also einem Zuwachs von 14.722, der hauptsächlich in den Gründerzeitvierteln zwischen Gürtel und Vorortelinie stattfinden wird. In den Zählbezirken 1605, 1701, 1702, 1703 und 1803, durch die eine U5 zwischen Michelbeuern und S-Station Hernals verlaufen würde, wurden 2011 71.551 Einwohner registriert (2001: 61.369). Bis 2035 wird von der MA 50 (Wohnbauforschung) von einem weiteren Zuwachs um 20.101 auf insgesamt 91.652 Einwohner ausgegangen. Das entspricht dem erwarteten Zuzug ins Stadtentwicklungsgebiet Seestadt Aspern, wo bis etwa 2035 ebenfalls rund 20.000 Menschen heimisch werden sollen, eine den Gürtelbezirken vergleichbare Infrastruktur aber noch nicht besteht. Ein Westarm der U5 mit Stationen in Michelbeuern, am Elterleinplatz und an der S-Bahn-Station Hernals würde ein dichtbesiedeltes Gebiet mit fast 100.000 Einwohnern in drei Bezirken erschließen. Darunter befinden sich einige von der Stadtentwicklungspolitik bislang vernachlässigte Gebiete, wie etwa das stagnierende alte Fabriks- und Arbeiterwohnviertel beiderseits der Wattgasse. Auch bei den für den Südausbau der U2 diskutierten Varianten (Matzleinsdorfer Platz, Bahnhof Meidling) käme es zu einer Aufwertung unattraktiver Viertel.